# Grand Prix de Ouest-France 1932
Il Grand Prix de Ouest-France 1932, seconda edizione della corsa, si svolse il 30 agosto 1932 su un percorso di 160 km, con partenza e arrivo a Plouay., Fu vinto dal francese Philippe Bono,    davanti ai connazionali Ferdinand Le Drogo e Paul Le Drogo.

## Ordine d'arrivo (Top 10)
| Pos. | Corridore          | Tempo   |
| ---- | ------------------ | ------- |
| 1    | Philippe Bono      | 5'10'00 |
| 2    | Ferdinand Le Drogo | s.t.    |
| 3    | Paul Le Drogo      | s.t.    |
| 4    | Léon le Calvez     | s.t.    |
| 5    | Ernest Neuhard     | s.t.    |
| 6    | René Bernard       | s.t.    |
| 7    | François Favé      | s.t.    |
| 8    | Georges Allory     | s.t.    |
| 9    | Lucien Allory      | s.t.    |
| 10   | Fernand Mithouard  | s.t.    |